# Juliusz Lubański
Juliusz Klemens Władysław Lubański (ur. 1854 we Francji, zm. w styczniu 1907 w Kanei) – pułkownik armii francuskiej pochodzenia polskiego.

## Życiorys
Urodził się w 1854 w polskiej rodzinie emigranckiej we Francji. Podjął służbę w armii francuskiej po wojnie francusko-pruskiej. Kształcił się w szkole sztabu generalnego. Odbywał służbę w oddziałach wojsk kolonialnych. Później był wykładowcą w wyższej szkole wojskowej w Saint-Cyr. Przez kilka lat służył w Indochinach, gdzie wykonał mapę tej kolonii francuskiej. Publikował także prace literackie dotyczące życia wojskowego. W 1901 został awansowany na stopień pułkownika. Służył w 139 pułku piechoty na Krecie i jednocześnie pełnił funkcję dowódcy tamtejszego garnizonu międzynarodowego. Zmarł w Kanei w styczniu 1907. Przed niespodziewaną śmiercią miał być mianowany generałem brygady.